# Роберт Ельворті
Роберт Пірс Ельворті (англ. Robert Pearce Elworthy; 28 березня 1846, Сомерсет, Сполучене Королівство Великої Британії та Ірландії — 1 квітня 1925, Марибор, Королівство Сербів, Хорватів і Словенців) — англійський підприємець, інженер-конструктор та меценат; співзасновник акціонерного товариства «Ельворті Роберт і Томас» — одного з найбільших у 1908—1917 рр. виробників сільськогосподарської техніки у м. Єлисаветграді (нині Кропивницький).

## Життєпис
Народився 28 березня 1846 року в родині дрібнопомісного землевласника. У 1865—1868 рр. навчається у «Таксфорда та Синів» (англ. William Tuxford & Sons), що у Бостоні (графство Лінкольншир). Одразу по закінченню навчання подався до США. З 1869 року працював у Балтиморській мостобудівній компанії. Брав безпосередню участь у спорудженні найбільшого на той час мосту в США — через річку Міссурі в Сент-Чарлзі.
1871 року отримав пропозицію від молодшого брата Томаса стати його бізнес-компаньйоном і виїхав до Ясс (Румунія). Через деякий час разом з братом оселився в Єлисаветграді.
У 1874 році стає співзасновником товариства «Р. і Т. Ельворті, виробники та імпортери сільськогосподарських машин».
У 1887 році одружився зі своєю кузиною Мері, яка народила йому шістьох дітей: Емі Мері (1888—1889), Едварда Пірса (1890—1915), Томаса (1892—1917), Гелен Мері (1894—1976), Вільяма Ральфа (1896—1989) і Хільду Маргарет (1898—1984).
У 1891 році після смерті молодшого брата стає одноосібним керівником бізнесу. У 1913 році покинув Єлисаветград, а керівництво фірми поклав на довірених осіб.
1 квітня 1925 року внаслідок запалення легенів у Мариборі помер.
Перевезений до Лондона і 15 квітня 1925 року похований на цвинтарі церкви святої Марії в Хендоні.
Як меценат, виділив чимало коштів для розвитку Єлисаветграда: сприяв будівництву школи (зараз ЗОШ № 3), допомагав прокладати трамвайну гілку, підтримував фінансово театр, лікарню.

## Пам'ять
У грудні 2017 року одному з інститутів Кропивницького було присвоєно ім'я Роберта Ельворті.
У місті Кропивницький є вулиця Братів Ельворті.